# 布赫霍爾茨巴赫河

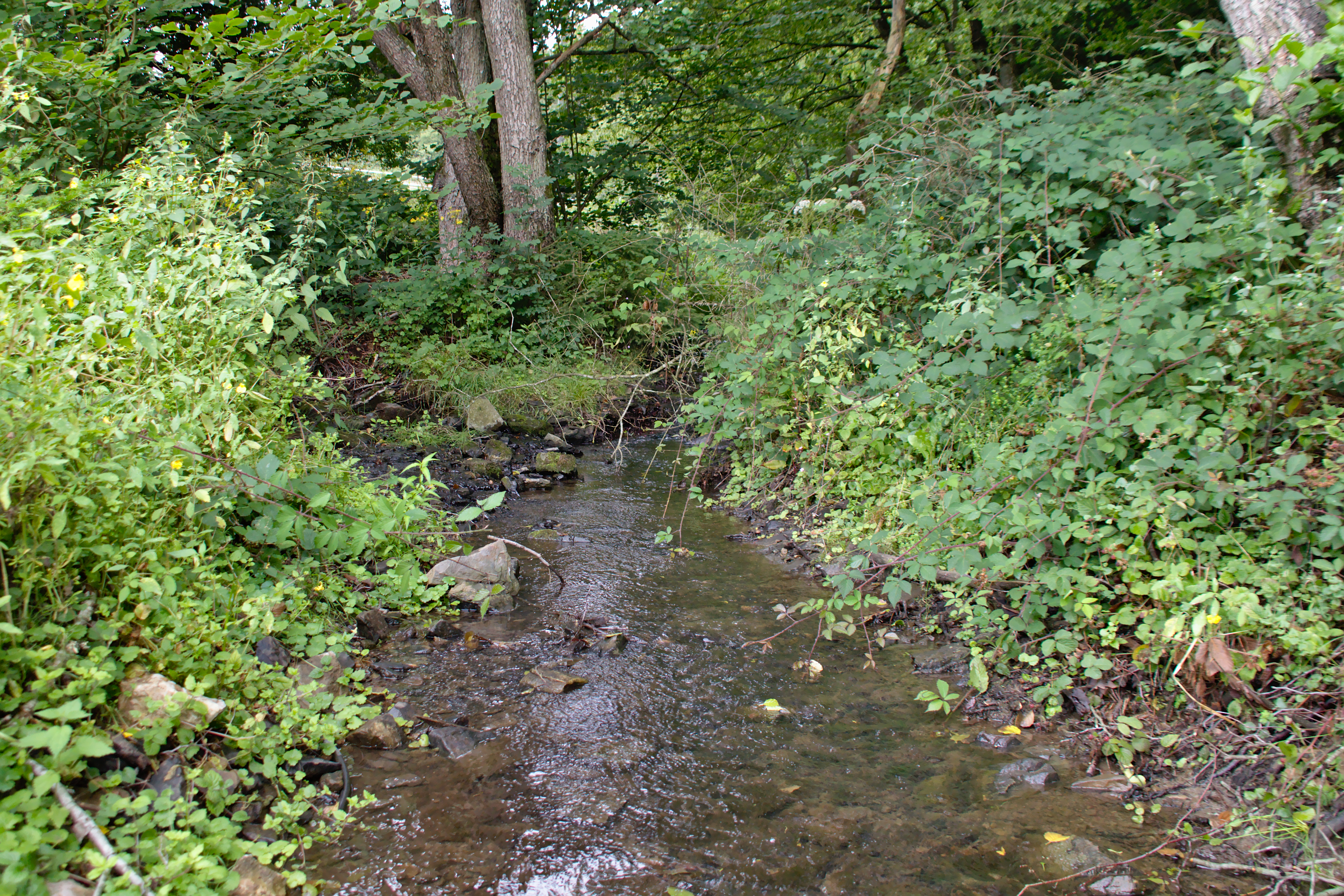

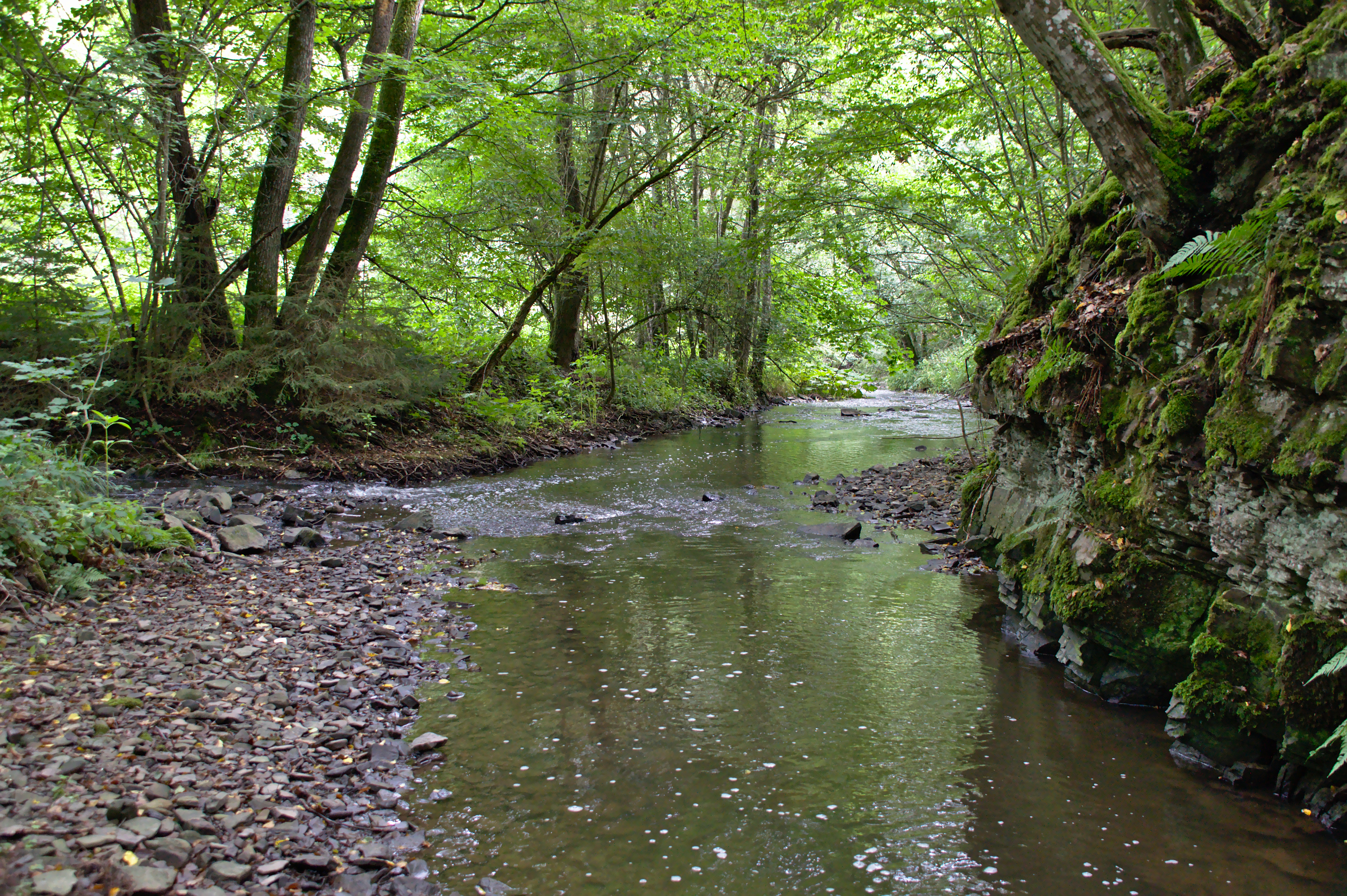

50°27′26″N 6°51′48″E / 50.45731°N 6.86341°E
布赫霍爾茨巴赫河（德語：Buchholzbach），是德國的河流，位於該國西部，流經北萊茵-威斯特法倫州，屬於阿穆特斯巴赫河的左支流，河道全長7.7公里，流域面積17.7平方公里。